# Українська діаспора Румунії
Українська діаспора Румунії — національна меншина етнічних українців, що проживають у Румунії, складова частина української діаспори.

## Історія
З історичного погляду українське населення Румунії поділяється на декілька категорій.
Найдавнішою і найчисельнішою з них є автохтонне українське населення повітів Марамуреш і Сучава, яке проживає на цій території приблизно з XII століття, про що свідчать різноманітні історичні пам'ятки. Основу другої групи українців Румунії складають запорізькі козаки: перша хвиля імміграції виникла після Полтавської битви 1709 року, коли московський цар Петро I, розпочавши репресії, використовував полонених козаків на роботах по спорудженню Санкт-Петербурга. Ті, хто врятувався, частково осіли в Добруджі (територія, що перебувала під отаманським протекторатом).
Друга хвиля міграції козаків утворилася після 1775 року, коли цариця Катерина II зруйнувала Запорізьку Січ. Близько 8000 запорізьких козаків втекли в район Дунайської Дельти, але не дійшовши згоди з турецькою владою, вони на запрошення Австро-Угорської імперії поселилися в зоні впадання в Дунай річки Тиси (нинішня Воєводина).
Третю категорію українського населення в Румунії складають жителі 8—10 сіл Східного Банату. Це переважно вихідці із Закарпаття — лемки, бойки, гуцули — які мігрували сюди в другій половині XVII століття в пошуках вільної землі після того, як Австрійська імперія змусила Туреччину залишити цю територію.
Ще одна група українців з'явилася в Румунії внаслідок поразки національно-визвольного руху 1917—1920 років в Україні. Румунія наприкінці 1920 року стала одним із центрів української політичної еміграції з території Наддніпрянської України.

## Сьогодення
Нині, більша частина українського населення Румунії компактно проживає у регіонах країни — Південній Буковині, Мармарощині, Східному Банаті та Північній Добруджі. За даними 1992 року, у Румунії проживає 65 764 українці, що становить 0,3 % від усього населення країни.
Перепис 2002 року показав зменшення кількості українців. Згідно з переписом, у Румунії 61 098 українців (0,28 % від загального населення Румунії), які найбільше мешкають у таких повітах:
| Назва повіту  | Кількість українців в повіті | Відсоток від загальної кількості українців в Румунії |
| ------------- | ---------------------------- | ---------------------------------------------------- |
| Марамуреш     | 34 027                       | 55,7                                                 |
| Сучава        | 8514                         | 13,9                                                 |
| Тіміш         | 7321                         | 12,0                                                 |
| Караш-Северін | 3526                         | 5,8                                                  |

Українські громадські організації в Румунії: Демократичний союз українців Румунії (член УВКР), Союз українців Румунії (член УВКР).
Періодичні видання українців Румунії: «Український вісник» (Ukrainskey Visnek), «Вільне Слово» (Vilne Slovo), «Наш голос» (Nas Holos), Curierul Ukrainean.